# Fun and Fancy Free
Fun and Fancy Free (bra: Como É Bom Se Divertir; prt: Batalha de Gigantes) é um filme americano de animação produzido pelos estúdios Disney em 1947 e faz parte da série de longas-metragens compostos por histórias curtas, que marcaram suas produções nos anos 40, com a falta de recursos provocada pela Segunda Guerra Mundial.
É o nono longa-metragem de animação dos estúdios Disney e foi lançado nos cinemas em 27 de setembro de 1947. Assim como As Aventuras de Ichabod e Sr. Sapo (1949), que é dividido em dois segmentos, as histórias foram originalmente planejadas para serem longas-metragens, o que não pôde ocorrer em razão da situação momentânea dos estúdios.
A parte animada do filme foi dirigida por Jack Kinney, Bill Roberts e Hamilton Luske; enquanto a parte em live-action foi dirigida por William Morgan.

## Segmentos do filme
O filme é composto de duas fábulas, entre elas, o personagem Grilo Falante surge como elo. Da primeira para a segunda interage com cenas em live-action com Edgar Bergen, ventríloquo com seus fantoches "Charlie McCarthy" e "Mortimer Snerd", que na festa de aniversário da jovem atriz Luana Patten narra a história de Mickey e o Pé de Feijão.

### Bongo
Esse segmento é baseado em história de Sinclair Lewis e mostra Bongo, um urso de circo que deseja viver livre na selva. Bongo escapa do cativeiro e logo enfrenta as dificuldades na adaptação. Ele tambem forma um par romântico com uma femea selvagem.
Bongo é narrado por Dinah Shore. Mas, no re-lançamento do segmento, Cliff Edwards (como Jiminy Cricket) narrou a história. O re-lançamento de 2011 manteve a narração de Dinah Shore.

### Mickey e o Pé de Feijão
(Mickey and the Beanstalk no original em inglês). Esse segmento é uma adaptção do conto João e o Pé de Feijão com Mickey Mouse, Pato Donald e Pateta como agricultores que descobrem o castelo do Gigante Willie no céu usando feijões mágicos.

## Elenco
- Edgar Bergen como Ele mesmo/Charlie "Carlito" McCarthy/Mortimer Snerd
- Luana Patten como Ela mesma
- Cliff Edwards como Grilo Falante
- Walt Disney como Mickey Mouse
- Clarence Nash como Pato Donald
- Pinto Colvig como Pateta
- Billy Gilbert como Gigante Willie
- Anita Gordon como Harpa cantora
- Dinah Shore como Narradora de Bongo, cantora

## Produção
Mickey e o Pé de Feijão  marca a última participação de Walt Disney como dublador do Mickey Mouse.
Tanto Bongo como Mickey e o Pé de Feijão foram originalmente projetados para serem filmes independentes, mas este plano teve de ser abandonado, em razão da Segunda Guerra Mundial. .